# Trichophorum clintonii
Trichophorum clintonii là loài thực vật có hoa trong họ Cói. Loài này được (A.Gray) S.G.Sm. miêu tả khoa học đầu tiên năm 1995.